# (18303) 1980 PU
(18303) 1980 PU est un astéroïde de la ceinture principale d'astéroïdes découvert en 1980.

## Description
(18303) 1980 PU a été découvert le 6 août 1980 à l'observatoire Kleť, en République tchèque, en Bohême-du-Sud, par Zdeňka Vávrová.

### Caractéristiques orbitales
L'orbite de cet astéroïde est caractérisée par un demi-grand axe de 2,19 UA, un périhélie de 1,74 UA, une excentricité de 0,21 et une inclinaison de 4,26° par rapport à l'écliptique. Du fait de ces caractéristiques, à savoir un demi-grand axe compris entre 2 et 3,2 UA et un périhélie supérieur à 1,666 UA, il est classé, selon la JPL Small-Body Database, comme objet de la ceinture principale d'astéroïdes.

### Caractéristiques physiques
(18303) 1980 PU a une magnitude absolue (H) de 14,4 et un albédo estimé à 0,027.
Il a une période de rotation de 2,726 heures.

## Satellite
Un satellite a été découvert autour de l'astéroïde en 2019. Il a une période de révolution de 12,27 heures.